# Cheryl Blackman
Cheryl Blackman, född 28 juni 1957, är en friidrottare från Barbados. Hon deltog vid olympiska sommarspelen 1984.